# Влада Душка Марковића
Влада Душка Марковића је изабрана 28. новембра 2016. уз подршку од 41 посланика од укупно 81 посланика Скупштине.

## Састав Владе
| Ресор                                                                 | Министар              | Министар | Странка |
| --------------------------------------------------------------------- | --------------------- | -------- | ------- |
| Предсједник Владе                                                     | Душко Марковић        |          | ДПС ЦГ  |
| Министарства                                                          |                       |          |         |
| Потпредсједник Владе за економску политику и финансијски систем       | Милутин Симовић       |          | ДПС ЦГ  |
| Министар пољопривреде и руралног развоја                              | Милутин Симовић       |          | ДПС ЦГ  |
| Потпредсједник Владе за политички систем, унутрашњу и спољну политику | Зоран Пажин           |          | ДПС ЦГ  |
| Министар правде                                                       | Зоран Пажин           |          | ДПС ЦГ  |
| Потпредсједник Владе за регионални развој                             | Рафет Хусовић         |          | БС      |
| Министар унутрашњих послова                                           | Мевлудин Нухоџић      |          | ДПС ЦГ  |
| Министар одбране                                                      | Предраг Бошковић      |          | ДПС ЦГ  |
| Министар финансија                                                    | Дарко Радуновић       |          | ДПС ЦГ  |
| Министар спољних послова                                              | Срђан Дармановић      |          | ДПС ЦГ  |
| Министар просвете                                                     | Дамир Шеховић         |          | СД ЦГ   |
| Министарка науке                                                      | Сања Дамјановић       |          | ДПС ЦГ  |
| Министар културе                                                      | Александар Богдановић |          | ДПС ЦГ  |
| Министарка економије                                                  | Драгица Секулић       |          | ДПС ЦГ  |
| Министар саобраћаја                                                   | Осман Нурковић        |          | БС      |
| Министар одрживог развоја и туризма                                   | Павле Радуловић       |          | ДПС ЦГ  |
| Министар здравља                                                      | Кенан Храповић        |          | СД ЦГ   |
| Министар за људска и мањинска права                                   | Мехмет Зенка          |          | ДУА     |
| Министар рада и социјалног старања                                    | Кемал Пуришић         |          | БС      |
| Министарка јавне управе                                               | Сузана Прибиловић     |          | ДПС ЦГ  |
| Министар спорта и младих                                              | Никола Јановић        |          | ДПС ЦГ  |
| Министарка без портфеља                                               | Марија Вучиновић      |          | ХГИ     |